# Sint-Lodewijkskerk (Berlijn)
De Sint-Lodewijkskerk (Duits: Ludwigskirche) is een rooms-katholieke kerk in het Berlijnse stadsdeel Wilmersdorf. De kerk werd in neogotische stijl gebouwd tussen 1895 en 1897 en gewijd aan Lodewijk van Frankrijk. In de kerk vindt men in overeenstemming met het patrocinium van de Franse koning overal decoraties waarin Franse lelies zijn verwerkt.

## Geschiedenis
Rond 1870 was Wilmersdorf nog een rustig dorpje. Maar na 1880 ontwikkelde het voormalige dorp zich snel als een stadswijk van Berlijn. Door de snelle industrialisatie trok het 19e-eeuwse Berlijn tienduizenden werkzoekenden uit het gehele rijk. Rond 1890 was de bevolking van Wilmersdorf al tot 5.000 personen toegenomen, maar nog steeds had Wilmersdorf grote stukken onbebouwde grond. Vijftien jaar later kende Wilmersdorf al een inwonertal van 65.000 inwoners, en in 1910 werd het aantal inwoners met 100.000 overschreden. Uiteraard moesten er in de nieuwe voorstad van Berlijn ook nieuwe kerken worden gebouwd.
De katholieke gemeenschap van Wilmersdorf had reeds de beschikking over een klein middeleeuws kerkje bij Schmargendorf. De schenking van een stuk bouwgrond door het Wilmersdorfse  Terrain- und Aktien-Gesellschaft gaf de doorslag tot de realisatie van de nieuwbouw. Aan de schenking werd de voorwaarde verbonden dat er een monumentale kerk moest worden gebouwd. En alhoewel het aan geld en bovendien ook nog aan voldoende katholieken ontbrak, werd er gekozen voor een monumentale nieuwbouw. De kerk werd op 29 juni 1897 plechtig ingewijd. Het plein rond de kerk, voorheen Straßburger Platz, heette voortaan Ludwigskirchplatz. 
Er werd voor het Lodewijk-patrocinium gekozen ter nagedachtenis aan Ludwig Windthors, een Rijksdagafgevaardigde van de Centrumpartij die ondanks het vele verzet de bouw van de katholieke kerk doorzette. Destijds gold in Pruisen de regel dat katholieke kerken geen vrijstaande gebouwen mochten zijn, maar alleen in tussen huizenrijen mochten worden ingebouwd.
Tegelijkertijd met de Lodewijkskerk werd in Wilmersdorf voor de protestanten de monumentale Auenkerk gebouwd volgens een ontwerp van Max Spitta, die later tot Christuskerk zou worden omgedoopt.
In het oorlogsjaar 1943 werd de kerk beschadigd. Herstel volgde in 1955 en 1961.

## Afbeeldingen

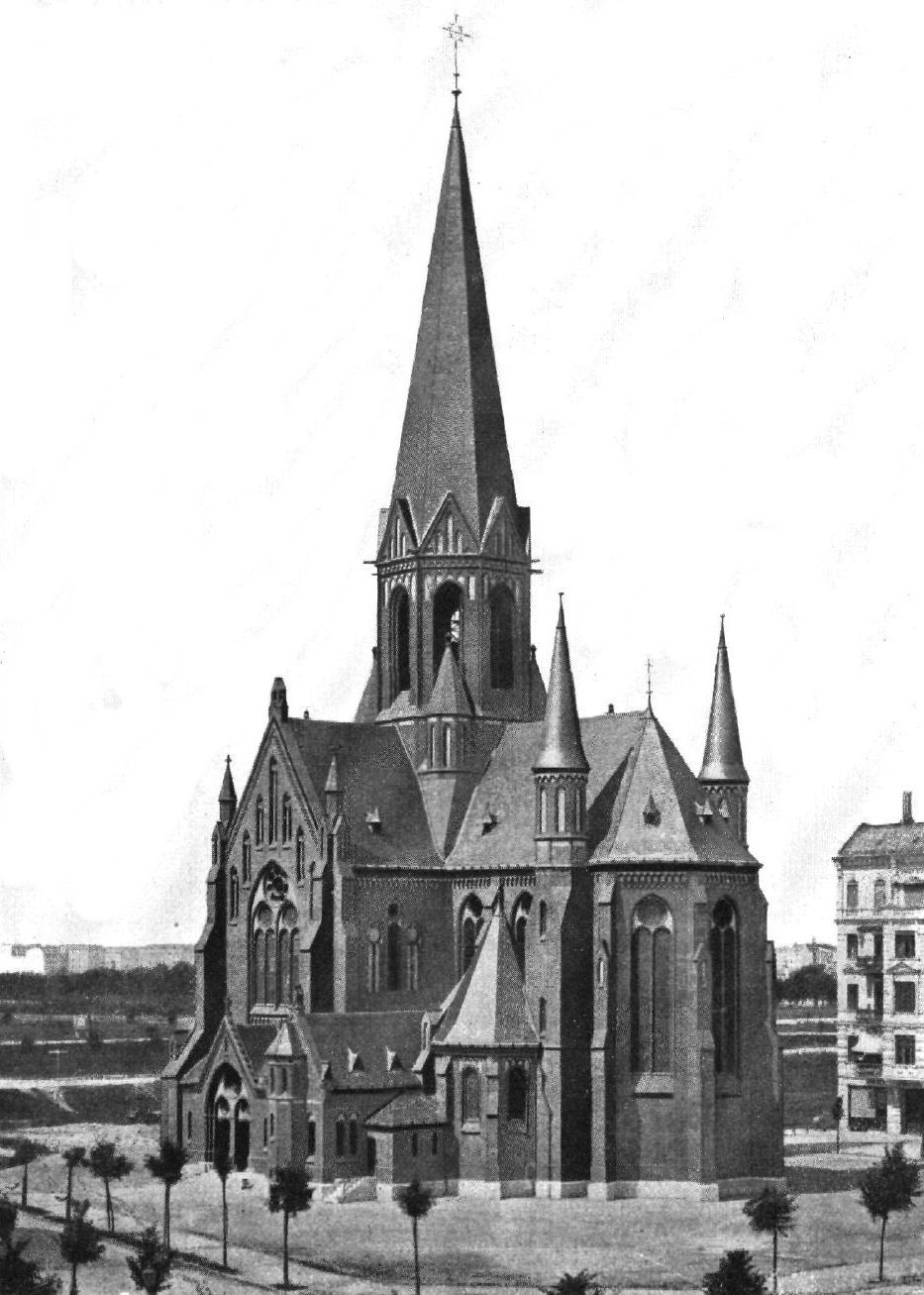
De Lodwijkskerk, circa 1900
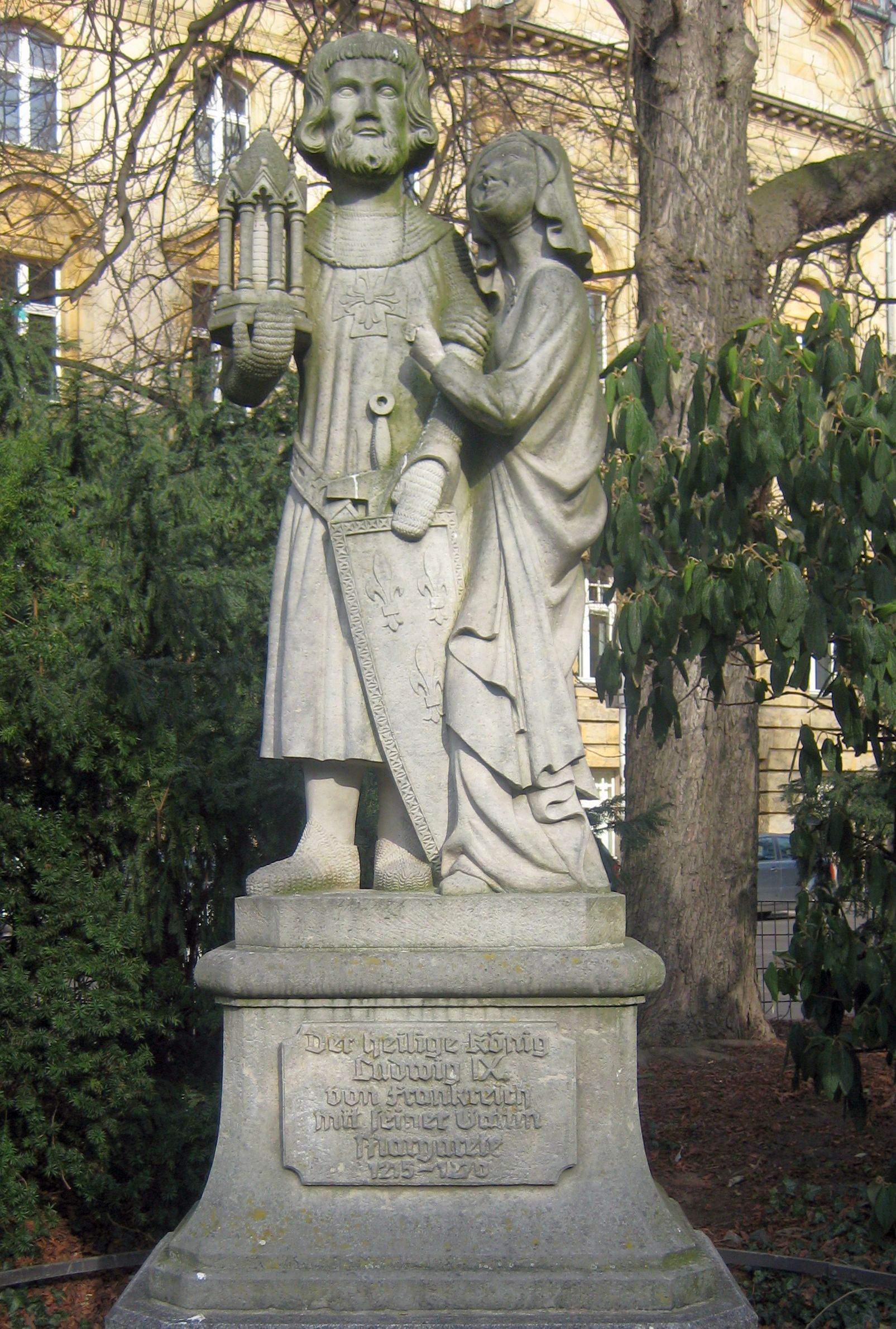
Monument voor Lodewijk IX en Margaretha van Provence